# Cai Sahra
Cai Sahra é um duo musical brasileiro formado em 2016 por Felipe Agostinho Ricca (Rio de Janeiro, 21 de janeiro de 2000) e Rodrigo Silvestrini.

## Biografia
Felipe Agostinho Ricca nasceu no Rio de Janeiro, no dia 21 de janeiro de 2000, sendo filho dos atores Marco Ricca e Adriana Esteves. Cursa faculdade de Direito na Pontifícia Universidade Católica do Rio de Janeiro. Rodrigo Silvestrini é filho do diretor Paulo Silvestrini e cursa faculdade de Publicidade e Propaganda na mesma universidade que Felipe.

## Carreira
Felipe e Rodrigo se conheceram aos 10 anos, em um conservatório de música e também estudaram juntos na adolescência. Por influência de seus pais, em 2016, quando ambos terminam o ensino médio, decidiram produzir algumas canções juntos e a partir daí resolveram criar o Cai Sahra, que teve o seu título inspirado nas caiçaras, que significa os habitantes tradicionais das regiões litorâneas do Sul do Brasil, formados a partir da miscigenação entre índios, brancos e negros. Iniciaram a carreira publicando vídeos de suas músicas autorais no YouTube.
Com quatro anos de carreira, a dupla já teve duas canções autorais em novelas, "Eu Sei" na novela das nove A Dona do Pedaço e "Meu Bem" na novela das sete Salve-se Quem Puder. Também foram responsáveis por criararem a melodia e beat para o rap gravado por MC Cabelinho e Maria para trama da novela das nove Amor de Mãe. Em novembro de 2019, lançaram o primeiro EP intitulado como o nome do duo, com seis faixas autorais.

## Discografia

### Entended plays(EP)
| Álbum     | Detalhes                                                                                                  |
| --------- | --- |
| Cai Shara | - Lançamento: 22 de novembro de 2019 - Formatos: Download digital, streaming - Gravadora: Universal Music |

### Singles
| Título                               | Ano  | Álbum                         |
| ------------------------------------ | ---- | ----------------------------- |
| "Meu Bem"                            | 2018 | Não adicionado à nenhum álbum |
| "Eu Sei"                             | 2019 | Não adicionado à nenhum álbum |
| "Ontem a Noite" (com Lucas e Orelha) | 2019 | Cai Sahra                     |
| "Fala Pra Mim" (com Cammie)          | 2019 | Cai Sahra                     |
| "Clichê" (com Lary)                  | 2019 | Cai Sahra                     |
| "Melhor ficar"                       | 2020 | Cai sahra                     |